# Miled
Miled lub Mil, właśc. Galam (ir. Míleadh, łac. Milesius) – legendarny heros celtycki, przodek-eponim dynastii milezjańskiej z której wywodzili się władcy rządzący Irlandią oraz Dalriadą, potem Szkocją. Jedyny syn Bile’a, syna Breogana.
Mil to produkt łacińskiej chrześcijańskiej nauki. Jego imię jest irlandzką wersją łacińskiego Miles Hispaniae („żołnierz z Hiszpanii”), poświadczonego w ustępie (§ 13) Historia Brittonum („Historia Brytów”) z IX w. Dzieło to opisuje jak Irlandia była zdobywana przez kolejnych osadników z Hiszpanii, przez Partholona, Nemeda oraz „trzej synów żołnierza z Hiszpanii” („tres filii militis Hispaniae”).
Mil służył, jako żołnierz w Scytii i Egipcie, przed otrzymaniem proroctwa, że jego potomkowie będą rządzić Irlandią. Wyruszył w drogę na zachód, dostając się aż do Hiszpanii. Walczył tam w kilku bitwach przed śmiercią, nigdy nie będąc w Irlandii. Jego żona Scota i stryj Íth, którzy dostrzegli Irlandię z Wieży Breogana, popłynęli na wyspę, gdzie Íth został zabity przez trzech królów z ludu Tuatha Dé Danann. Kiedy jego ciało zostało sprowadzone do Hiszpanii, ośmiu synów Mila i dziewięciu braci Ítha najechało Irlandię i pokonało Dananian.
Miled zmarł w Hiszpanii, zanim osiągnął Wyspę Przeznaczenia. Jego żona Scota popłynęła do Irlandii z ośmioma synami Mila, gdzie zginęła w bitwie. Z powodu kilku strasznych burz (przypisane magii Dananian, którzy zamieszkiwali wyspę) kilku synów Mila zginęło podczas próby wylądowania nad brzegiem Irlandii.

## Potomstwo
Mil posiadał ośmiu synów i trzy córki:
- z żoną Seng, córką Refloira, króla Scytów, miał dwóch synów:
  - Emer (Eber) Donn, urodzony w Scytii, żonaty z siostrą Díl; zmarł bezpotomnie
  - Airech Februa (Érech Febria), urodzony w Scytii; zmarł bezpotomnie
- z żoną Scotą, córką Faraona, króla Egiptu, miał sześciu synów i dwie córki:
  - Fial, przyszła żona Lugaida, syna Itha, brata Mila
  - Amorgen (Amergin) Glúingel Poeta, urodzony w Egipcie; bliźniak Emera Finna; żonaty z Scéne Dullsaine
  - Emer (Eber) Finn, urodzony w Egipcie, przyszły zwierzchni król Irlandii
  - Ír, urodzony nad Morzem Trackim; miał syna Emera (Ebera), założyciela dynastii rządzącej Ulsterem
  - Colptha, urodzony przy Bagnach
  - Eremon (Erimon), urodzony w Hiszpanii, przyszły zwierzchni król Irlandii
  - Erennan (Érennán), urodzony w Hiszpanii; utonął przy [Inber] Scéne
  - Díl, przyszła żona brata Emera Donna
- z nieznanej kobiety:
  - Odba, przyszła żona Eremona i matka trzech synów: Muimne’a, Luigne’a i Laigne’a